# Eurytoma bolteri
Eurytoma bolteri är en stekelart som beskrevs av Riley 1869. Eurytoma bolteri ingår i släktet Eurytoma och familjen kragglanssteklar. Inga underarter finns listade i Catalogue of Life.